# Quadrula metanevra
Quadrula metanevra е вид мида от семейство Перлови (Unionidae). Видът е критично застрашен от изчезване.

## Разпространение
Видът е ендемичен за Съединените щати.